# 西中通村
西中通村（にしなかどおりむら）は、かつて新潟県刈羽郡に存在した村。

## 沿革
- 1901年（明治34年）11月1日 - 刈羽郡槇原村、日吉村が合併し、西中通村が成立。
- 1948年（昭和23年）11月1日 - 大字悪田を分離し柏崎市に編入。
- 1951年（昭和26年）4月1日 - 大字春日の一部を分離し柏崎市に編入。
- 1954年（昭和29年）4月1日 - 柏崎市に編入され消滅。